# قضاء الزبير
قضاء الزبير  هو قضاء عراقي في غرب محافظة البصرة في جنوب العراق، استحدث يوم 2 كانون الأول سنة 1964، مساحته 11618 كيلومتراً مربعاً، مركز قضاء الزبير هو مدينة الزبير العراقية.

## نواحي الزبير
حتى سنة 1964 م، كانت الزبير ناحية، ثم صارت قضاء له ثلاث نواحٍ، ناحية مركز قضاء الزبير وهي بلدة الزبير وبعض المقاطعات المحيطة بها، وناحية سفوان وناحية أم قصر. ثم صارت ناحية سفوان قضاء تابعاً لمحافظة البصرة.
بلغ تعداد سكان قضاء الزبير بحسب التعداد السكاني للقضاء والنواحي التابعة له عام 2014م حوالي 930 ألف نسمة.
- مدينة الزبير (511 ألف نسمة) وهي مركز القضاء.
- ناحية ام قصر (200 ألف نسمة)
- الرميلة الشمالية (20 ألف نسمة)

## التقسيم الإداري لقضاء الزبير
|               | الفترة       | القضاء          | المحافظة      | الدولة                           |
| قرية الزبير   | 1193 هـ      | البصرة          |               | العراق العثماني                  |
| ناحية الزبير  | 1869م - 1874 | قضاء البصرة     | لواء البصرة   | العراق العثماني                  |
| ناحية الزبير  | 1874 - 1877  | قضاء البصرة     | ولاية البصرة  | العراق العثماني                  |
| ناحية الزبير  | 1901 - 1909  | قضاء البصرة     | سنجق البصرة   | العراق العثماني                  |
| ناحية الزبير  | 1909 - 1914  | قضاء البصرة     | لواء البصرة   | العراق العثماني                  |
| مقاطعة الزبير | 1914 - 1920  | منطقة البصرة    |               | الاحتلال الإنكليزي للعراق        |
| ناحية الزبير  | 1920 - 1921  | قضاء البصرة     | لواء البصرة   | حكومة عبد الرحمن الكيلاني النقيب |
| ناحية الزبير  | 1930 - 1933  | قضاء شط العرب   | لواء البصرة   | المملكة العراقية                 |
| ناحية الزبير  | 1933 - 1945  | قضاء أبو الخصيب | لواء البصرة   | المملكة العراقية                 |
| ناحية الزبير  | 1955- 1963   | قضاء البصرة     | لواء البصرة   | المملكة العراقية                 |
| قضاء الزبير   | 1963 - الآن  |                 | محافظة البصرة | الجمهورية العراقية               |

## الزراعة
في قضاء الزبير بضعة آلاف من المَزارع، نطاق الزبير الزراعي من شمال غرب مدينة الزبير حتى أقصى جنوب قضاء الزبير في سفوان وفي خور الزبير. تربةُ قضاء الزبير أكثرُها رملية، مختلطة بعروق صخرية أو متكلسة، وأرض حوض كرى سعدة طينية ممزوجة بالرمل صالحة للزراعة، تُزرع الخضروات في الزبير، الطماطة والبطيح الأصفر من أهم محاصيل الزبير، ثم البصل والثوم ثم الخيار، زراعة الفواكه والنخيل غير مجدية لأن هذه الفواكه تتطلب تربة طينية رملية ولها ظلال وماء عذب قريب. المناطق الزراعية في الزبير في ثلاثة أنحاء، في الشمال الغربي التي فيها منطقة البرجسية المعروفة بخصوبة أرضها التي أُنشئت فوق حوض كرى سعدة المندرس، وزُرعت في البرجسية الطماطة أول مرة في سنة 1910م، وحين ظهر النفط في البرجسية، اضطرّ بعض الزرّاع إلى ترك أراضيهم هناك، وفي الشمال الغربي أيضاً منطقة المسقوفية، ومنطقة المنسية التي فيها حسو "بُحيث"، وهو مورد ماء عذب، ومنطقة الجري والضليعات، والسلمانية جنوب شرقي الشعيبة. وفي جنوب الزبير مناطق زراعية تشمل الشمّرية والدريهمية والذروية والرافضية وسديرة والعرقلي والنجمي وبريج وسلمى ومعذر الطير وأم خيال وعزيز الماء والمويلحات ومفدر الماء والكريطيات ذات الموارد العذبة، وصولاً إلى مدينة سفوان التي هي ثاني أخصب مناطق قضاء الزبير بعد البرجسية، وفي سفوان عدة مئات من المزارع.

### مزروعات في قضاء الزبير
| المزروع | الأطنان سنة 1983 | الأطنان سنة 2007 |
| الطماطة | 41580            | 276369           |
| البطيخ  | 6260             | 19962            |
| الرَقّي   | 8                | 16197            |
| الخيار  | 101              | 234008           |